# Dumitru Berbece
Dumitru Berbece   (Dămienești, 2 de gener de 1961) és un jugador d'handbol romanès, ja retirat, que va competir durant les dècades de 1980 i 1990.
El 1984 va prendre part en els Jocs Olímpics d'Estiu de Los Angeles, on guanyà la medalla de bronze en la competició d'handbol. Hi va jugar un partits i marcà dos gols. Vuit anys més tard va participar en els Jocs de Barcelona, on la selecció romanesa acabà en vuitena posició. Hi va jugar cinc partits i hi marcà tretze gol. En el seu palmarès també destaca una medalla de bronze al Campionat del món de 1990.
A nivell de clubs jugà al Steaua Bucharest, amb qui guanyà onze lligues de Romania, i el SG Leutershausen.